# Nossa Senhora da Graça (Vale da Pinta)

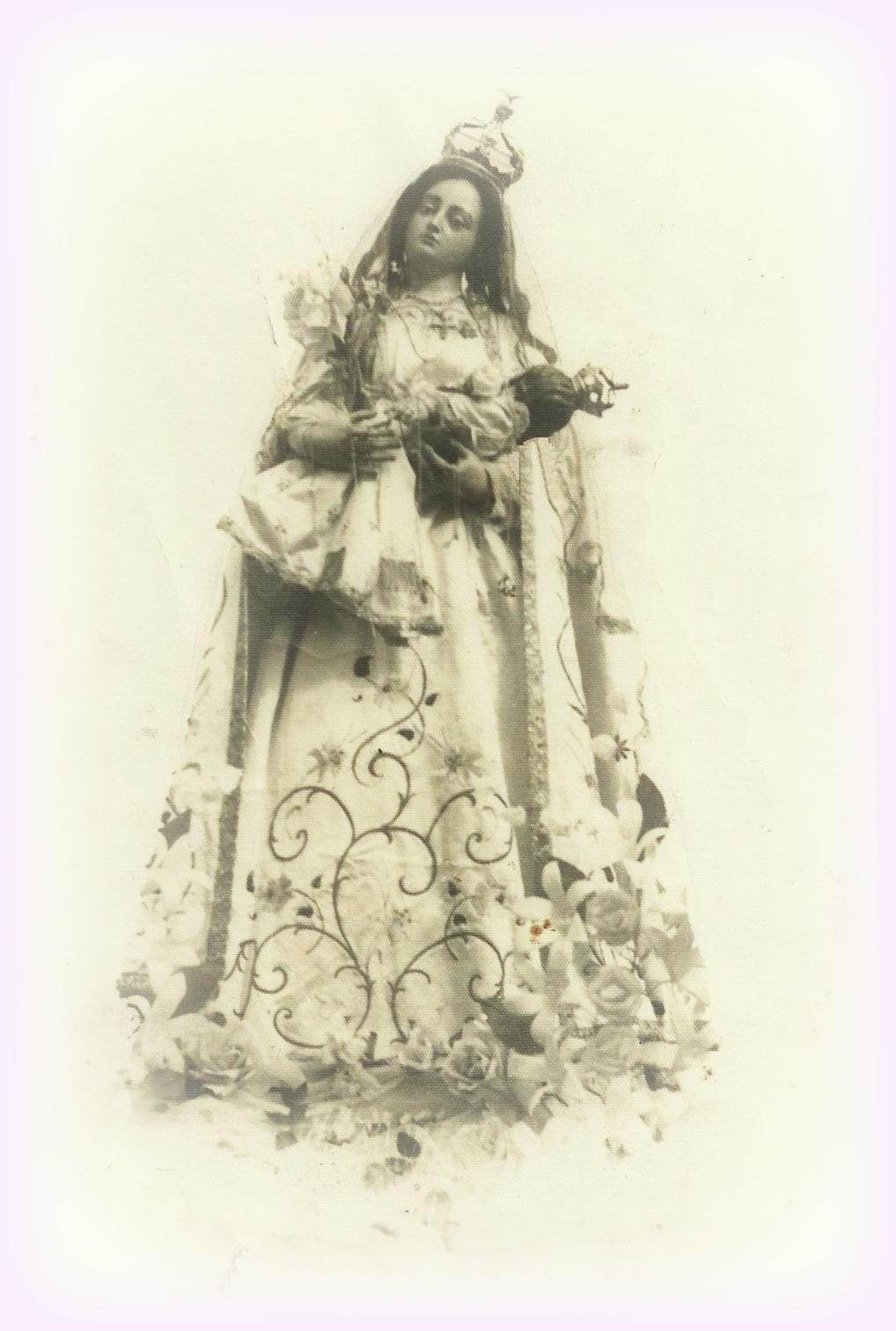
Anos 30/ 40 do século XX com o fato de matiz original (tempo em que a sua iconografia se achava completa)

Nossa Senhora da Graça é uma invocação da Virgem Maria, mãe de Jesus Cristo, localizada no Vale da Pinta, no Cartaxo, Distrito, Diocese e Arciprestado de Santarém, a qual tem honra de padroeira titular e afetiva local. 

## Imagem

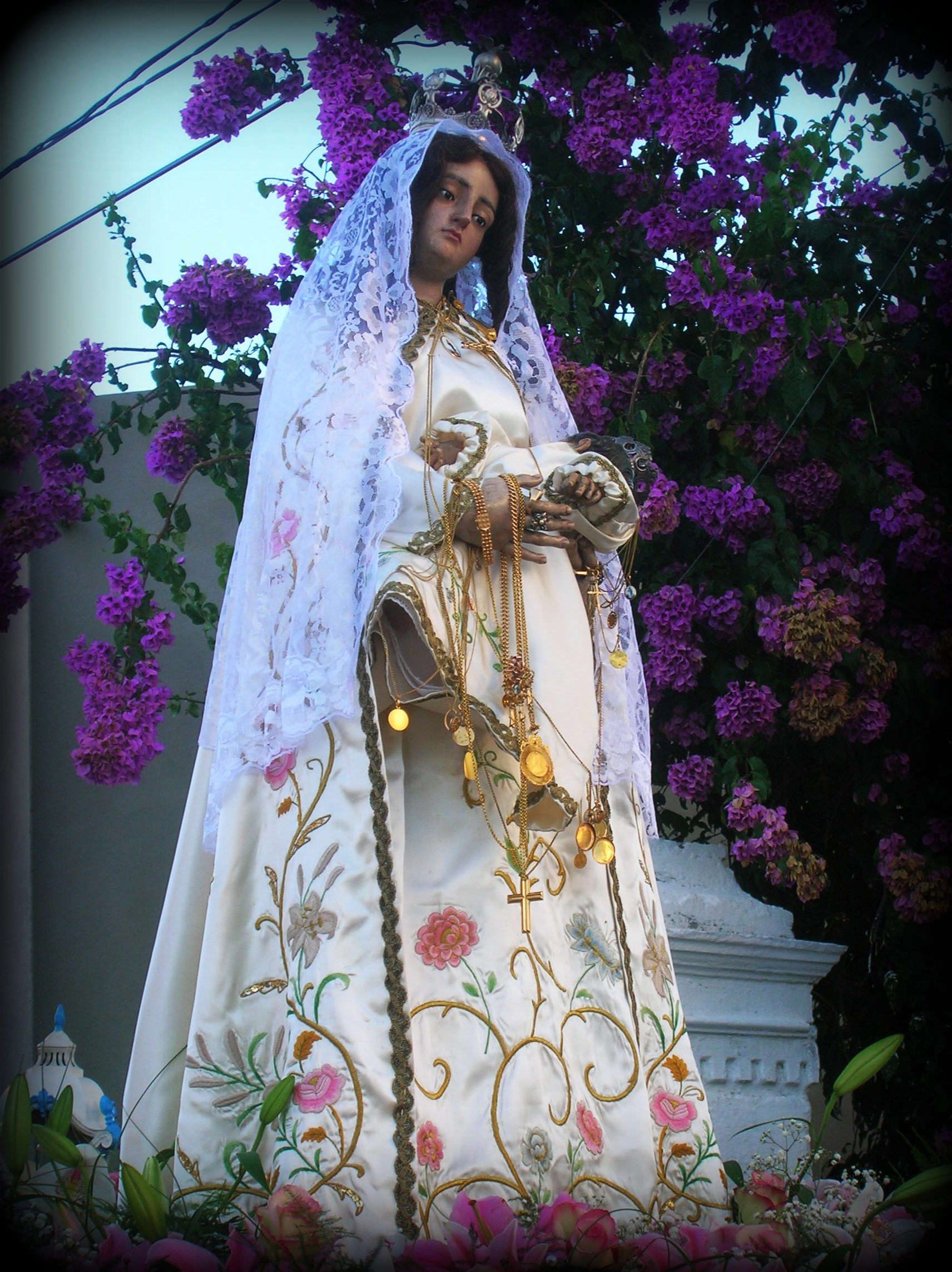
Nossa Senhora da Graça em procissão.

A imagem relacionada, venerada e guardada na igreja local, é dos finais do século XVIII ou princípio do século XIX, sendo uma representação ou variante da denominação da Virgem do Leite (a Virgem Maria aleitando o menino Jesus recém-nascido).
O conjunto é composto por duas imagens distintas agrupadas. 
A imagem da Virgem é de roca ou de vestir e evoca a maternidade o cuidado e zelo maternal. Tem de grande interesse o realce das mãos (peça de perfeita representação, bem talhada e realista) que seguram e amparam a imagem do menino. O seu rosto aparece ligeiramente inclinado e o seu olhar abaixado em atitude vigilante. Com decoro e coberto pelas vestes sobressai na representação o seu seio e mamilo que aleitam. Por uma das antigas zeladoras da imagem sabemos que a imagem tivera pés e que os mesmos se perderam.  Atualmente, por lapso ou descuido, a sua iconografia encontra-se incompleta na ausência das flores que empunhando completavam o conjunto (segundo as mais antigas representações fotográficas). Com as flores e também as rosas pintadas que decoram parcialmente o seu altar, complementam a iconografia alguns pormenores de simbologia mística: uma coroa encimada pela cruz da Ordem de Cristo (Ordem à qual pertenceu os bens desta igreja desde 1319, conforme indica o "Catálogo de todas as igrejas, comendas e mosteiros que havia nos Reinos de Portugal e dos Algarves pelos anos de 1320-1321, com a dotação de cada uma delas", até à extinção da mesma, e, onde na arquitetura interior da mesma se ostentam a cruz e a rosa no fecho das abóbadas) e uma outra encimada pelo Espírito Santo sob a forma de uma Pomba giratória. 
A imagem do Menino Jesus, que se representa como um bebé recém-nascido ou em fase de aleitamento, é de tamanho natural e peça completa de perfeita representação. 
Em resumo, o realismo do conjunto dá à Virgem e ao Menino uma característica sentimental pouco comum no contexto das imagens de roca portuguesas da época, onde, na ausência de expressão emocional tão vincada remetem as demais imagens para um plano figurativo de expressões frias e distantes, que, na sua solenidade, contemplam o infinito.

## Altar e Alfaias
De acordo com o Dicionário Geographico de Portugal, em nota manuscrita pelo Pe Nicolau da Silva ... (pároco do Cartaxo), o seu altar (enquanto capela) já existia em 1758 em importância na igreja local (DGP), certificando o culto na existência de uma irmandade ou confraria com a denominação de N. Sr. da Graça datado de 1642 (JFVP). 

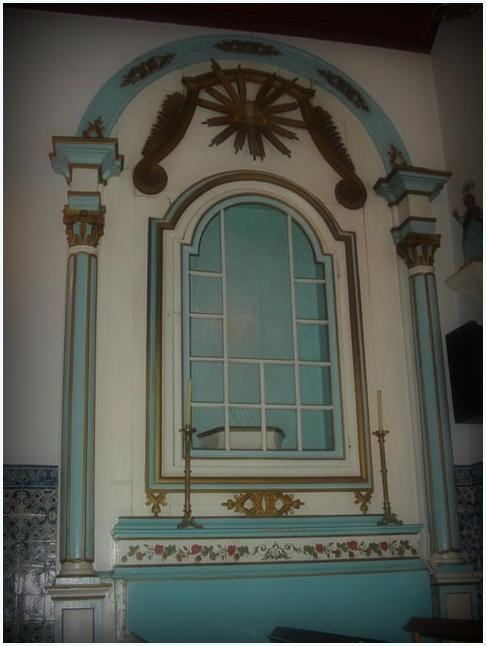
Altar de Nossa Senhora da da Graça (interior da Igreja Paroquial de São Bartolomeu de Vale da Pinta)

 Localizado no lado do Evangelho, o altar atual (hoje em tons de azul, branco e dourado, com uma faixa de rosas encarnadas), já sem a mesa e ara característica e desprovido das suas alfaias (dois pares de castiçais em estanho e cruz central correspondente à feição dos mesmos), é de gosto classicizante e remete o gosto de uma época posterior a qualquer uma destas datas. O nicho que acolhe a imagem é fechado por uma porta de vidro, ladeado por duas colunas com capitéis de gosto coríntio e encimado por um triângulo radiante espargindo raios, representação da Santíssima Trindade, sobreposto pela palavra Avé-Maria (hoje perdida). 
Na mesma nota biográfica sabemos ainda que nesta data existia um altar um dedicado ao Menino Deus (DGP), em frente ao de N. Sr. da Graça e o terceiro em importância na igreja local (atualmente o que alberga a moderna imagem do Sagrado Coração de Jesus), do qual subsiste o arco triunfal decorado de flores e rosas (imitando a da abóbada central). Sem mais referências ou imagem conhecida de tal devoção, com a excepção de uma imagem de terracota do Salvador do Mundo ou do Menino Deus (MENDONÇA) de época bem posterior, atualmente colocada numa peanha, este altar apareceu relacionado com as festas e tradições natalícias locais, constituída pela retirada da imagem do Menino Jesus do conjunto. Num berço ricamente adornado, nele disposto, era colocado para veneração e adoração dos fiéis (esta tradição manteve-se até aos anos 90 do século XX interrompida pelo desmantelamento da mesa do referido altar). 
Uma tradição oral afirma que a conhecida imagem fora vandalizada pelos franceses  no contexto das Guerras Peninsulares, aquando da "entrada" em Vale da Pinta das tropas invasoras, comandadas pelo General Clausel e Junot (PH), a 9 de Outubro de 1810 (tal como relata o pároco local, o P. Feliciano José Alves Ferreira, no “Livro dos Assentos dos Baptismos da Paróquia” (LEAL)), então, em trânsito entre Coimbra e as Linhas de Torres (Alenquer, Sobral de Monte Agraço, Alhandra e Runa) ou após a retirada das mesmas Linhas quando os mesmos vieram instalar-se no Cartaxo e na zona de Santarém entre 14 de Novembro de 1810 e 5 de Março de 1811 (PH). 
Uma petição datada de 28 de Agosto de 1813, dirigida pela população local a D. António de São José de Castro, ”Bispo do Porto, Patriarcha Eleito de Lisboa, Vigário Capitular do Patriarchado, e hum dos Governadores do Reino de Portugal, etc, etc, etc.”, suplicando a permanência do referido pároco, em vias de ser transferido, atestando o seu carisma adquirido na desenvoltura que tivera no impacto que fora a passagem dos franceses pela aldeia, dá-nos conta de reformas e compensações efetuadas na igreja local nos "ornamentos e alfaias, que nunca teve nos tempos da sua riqueza, e que agora lhes conhecemos" (DIAS). 
Desconhecendo-se a real verdade dos valores e bens existentes num tempo anterior à passagem dos franceses por este lugar - ao que parece, acontecimento feroz e devastador ("no meio de lagrimas e clamores do povo, me auzentei para Lisboa, na companhia de 52 pessoas, que quizeram e poderam fugir commigo, da barbara invasão dos francezes, que entraram n'esta parochia, na 3ª feira, 9, do mesmo mez e d'esta sorte cessaram os officios todos da religião, n'esta egreja, que, sem altar nem sacerdote, esteve seis mezes" (LEAL); "/.../: o infatigável zelo no aceio, arranjo, e decencia da nossa igreja, dos ornamentos e utensilios della:/.../" (DIAS); "o amor, e alegria, com que appareceo neste lugar entre perigos de fome, e de vida, logo que os inimigos franceses o deixarão depois da sua cruel invasão" (Idem) "o fervor e promptidão com que cuidou o Culto público da nossa Santa Religião, apagado pela invasão dos inimigos /.../" (Ibidem)) de proporções maiores do que aquele que tinha sido o terremoto de 1755 ("No terremoto de 1755 não padeceu cousa memorável" (DGP)) - a nível local o retrato dos factos, reformas, renovações e costumes relatados na petição podem entender-se como estando na origem de uma renovação do culto/devoção (ornamentos, decoração, altar e/ ou imagem) e no início das festas e tradições relacionadas com N. Sr. da Graça tal como a conhecemos atualmente (HEITOR).

## Festa
Assinalada com missa solene e procissão a sua festa decorre anualmente no último domingo de Agosto, em data fixa, por tradição, ao domingo seguinte ao dia de São Bartolomeu (orago e padroeiro da paróquia de Vale da Pinta) assinalado em festa litúrgica a 24 de Agosto. 
Os festejos mais antigos previam 3 dias de festa que se iniciavam ao domingo. Ainda que se perdendo ou se transformando, parcialmente reiteradas em cada ano, estas, são provavelmente as suas evidências mais antigas. Arqueologicamente dependiam de festa religiosa com missa cantada, sermão, procissão, bênção do SS. Sacramento, a nomeação dos novos festeiros, arraial popular relacionando música e dança e queima de foguetes - alvoradas, sinais, salvas e fogo-de-artificio. Decorava-se para isso as rua principal e o largo do arraial com arcos de verdura (hoje substituídos por arcos de iluminação eléctrica e bandeiras), caiavam-se as casas e a igreja e nas janelas colocavam-se colchas para a passagem da procissão. Reiterando-se o ciclo vital da comunidade, como um novo ano, celebrava-se nesta ritualização a sua relação como o divino e da comunidade com a mesma. Actualmente, descaracterizada de alguns destes valores, a secular festa religiosa é complementada por 5 dias de festa popular. 
A procissão ocorre sempre na tarde de domingo, outrora o primeiro dia da festa, e ainda hoje denominado como "o dia da festa" sendo acompanhada pelo dobre festivo repicado do sino principal (em voltas completas sobre si mesmo).

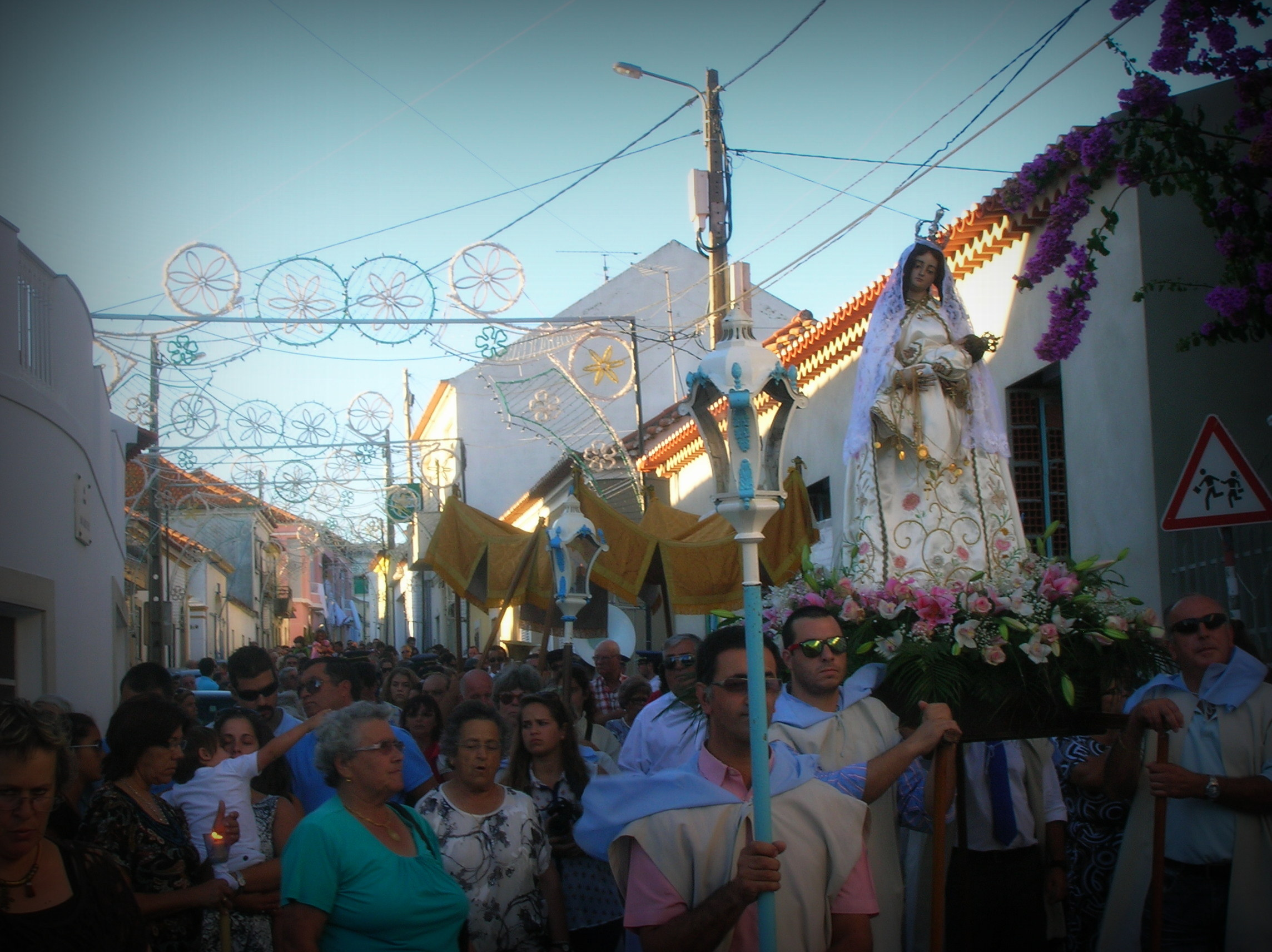
Procissão de Nossa Senhora da Graça, em 2012.

 Acompanhando a imagem de N. Sr. da Graça, ladeada por quatro lanternas, com a gala dos seus melhores fatos e ornada do ouro de promessas (devoção e graças obtidas), fechando o cortejo das imagens, precedem-lhe abrindo a procissão uma cruz e duas lanternas, um grande pendão azul ostentando as iniciais de N. S. G. gravadas com imitações de pedras preciosas, as imagens de São Bartolomeu, Salvador do Mundo, Santo António, São José, São Sebastião, Nossa Senhora de Fátima e Sagrado Coração de Jesus acompanhadas de diversos estandartes evocativos, promessas e devoções. Atrás do andor da padroeira seguem promessas, graças e louvores, autoridade civil local e municipal, o sacerdote ombreado por um pálio, o coro paroquial, uma banda de música e o povo de devotos e curiosos. Assinalado o percurso através do lançamento de foguetes, o recolher da procissão, junto ao adro da igreja, é indicado por uma aparatosa e estrondosa salva de foguetes e morteiros.
Nesta descrição a procissão privilegia as principais ruas de Vale da Pinta. No percurso ouvem-se “marchas graves” tocadas pela banda de música, reza-se o terço e entoam-se cânticos marianos de devoção popular.
Durante a manhã de domingo ocorre um peditório acompanhado pela banda de música solenizado por um estandarte de N. Sr. da Graça. 
O arraial popular com animação musical centra-se na actuação de bandas de música, grupos de folclore, artistas, conjuntos e bandas do âmbito musical nacional.
Destacam-se serviços de apoio de Bar e Esplanada (restauração e gastronomia segundo mãos e gosto local).

## Música Sacra e Devocional
Conhecida localmente como a Missa Cantada existe no arquivo musical da Sociedade Cultural e Recreativa de Vale da Pinta a partitura de uma Missa completa em diversos andamentos e um Tantum Ergo com cópia manuscrita de data incerta e anterior a 1920. Trata-se de um pasticce musical para 2 vozes masculinas e instrumentos de sopro de vários autores do século XVIII e XIX dos quais se identificam Marcos Portugal (Credo) e A. J. de Castro (Agnus Dei). Além desta partitura subsiste ainda um arranjo para banda da Ave Maria de Bach/Gounod com cópia de 1912. De tradição urbana e cunho erudito a sua execução na missa da festa, alternada com cânticos devocionais litúrgicos em latim e português (por vezes tocados num harmónio existente pelo Embaixador Luís Teixeira de Sampaio (1875 - 1945), foi mantida por músicos filarmónicos locais até ao final dos anos 50 do século XX. Recuperada recentemente tornou-se alvo de curiosidade e interesse público e foi executada em concerto na S.C.R. de Vale da Pinta, na Igreja dos Mártires, em Lisboa, e na missa da festa de 2008. 

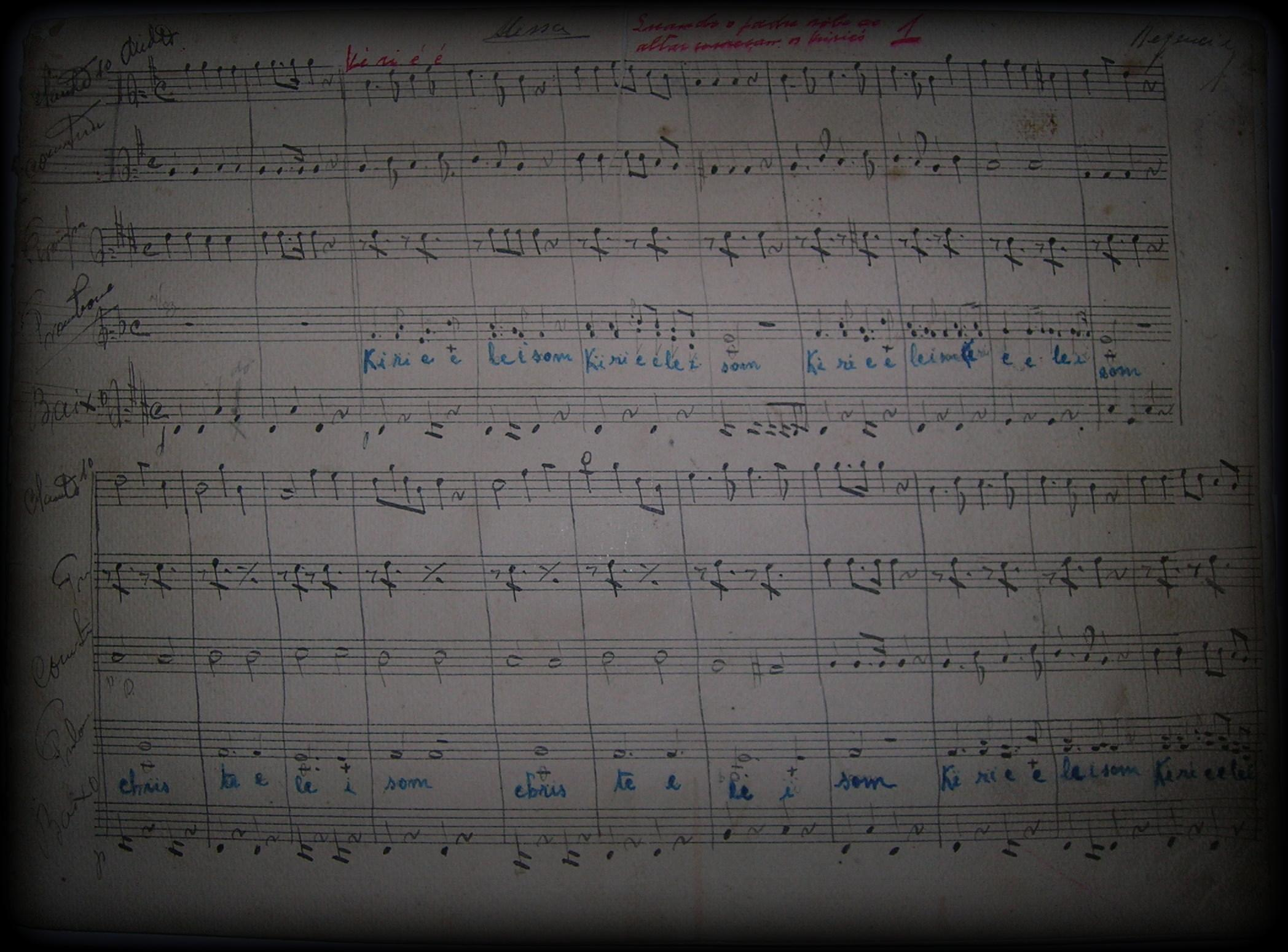
Partitura da Missa Cantada

No final dos anos 70 do século XX foi composta uma Marcha Grave intitulada Nossa Senhora da Graça da autoria do maestro Francisco Fragueiro e foi executada nos anos em que o mesmo foi regente musical da banda local.
Nos últimos decénios é comum cantar-se no final da procissão junto à igreja, com o aproveitamento do arranjo para banda, o Miraculosa Rainha dos Céus, vulgo Hino da Paz, de Fausto Neves.
Em 26 de Agosto de 2012 executou-se pela primeira vez um Hino dedicado a esta invocação, com música e texto original, da autoria de um músico local, Samuel Vieira, intitulado Salve Maria, Senhora da Graça.

## Irmandades e Confrarias
Data de 1642 uma irmandade com esta denominção, atualmente desativada, subsistindo enquanto tal um coletivo de pessoas (organizado em regime de carácter hereditário) denominado como Mordomos de N. Sr. da Graça, encarregue das cortesias e ornamentação floral da festa religiosa. 

## Sinais da Expressão Popular
É comum no peditório na manhã do domingo da festa empunhar-se um estandarte religioso com a imagem de Nossa Senhora da Graça. Levado de porta em porta pelo juíz, ou por um seu representante, acompanhado pela banda de música, ao som de marchas filarmónicas, é dado a beijar a quem interessar entrando parcialmente nas casas. O mesmo, com solenidade, é depois levado na procissão.
O carisma desta expressão e veneração é possível encontrar-se no quotidiano da população local e nos seus naturais em diáspora ou devotos de outros locais, na invocação da denominação e persignação acompanhado por: "Valha-me N. Sr. da Graça". Da mesma forma, no mesmo apelo de guarda e confiança, um dos aspetos mais antigos é a sua influência na escolha dos nomes (femininos e masculinos) onde a atribuição do nome, apelido ou alcunha de Maria da Graça, da Graça ou Graça, ainda são constantes.
Em algumas casas é possível encontrar nas suas fachadas tabernáculos em azulejaria com a representação desta invocação. Com o mesmo ímpeto, nos seu interiores, é comum encontrarem-se estampas ou registos de imagens, sendo que, com o advento e massificação do registo fotográfico/ vídeo/ digital, com atitude devota ou de mera curiosidade, abundam as reportagens pessoais e individuais de cunho amador tornando as colecções particulares multi-diversificadas, para além dos modelos convencionais e oficiais mais antigos.

## Aspectos, Curiosidades e Factos anedóticos
As festas de Nossa Senhora da Graça são vividas com muita intensidade pelos naturais de Vale da Pinta. A esta aldeia rumam nas semanas precedentes os seus entes dispersos pelo país e pelo mundo. Para uns o melhor da festa é a sua expectativa e espera (LUÍS).
Foi comum no último dia de festa, portanto à Terça-Feira, a recepção da comunidade Valpintense na Quinta do Sampaio, pelo Embaixador Luís Teixeira de Sampaio.
Durante alguns decénios privilegiou-se as provas desportivas, sempre remetidas para o último dia de festa (Terça-Feira): um torneio de futebol entre solteiros e casados e uma prova de ciclismo semi-profissional.
A entrega da bandeira ocorria sempre no último dia até ao advento das provas desportivas e a mudança de 3 para 4 ou 5 dias de festa. Atualmente faz-se tradicionalmente na Segunda-Feira da festa ou dia determinado fora destes festejos.
Actualmente, a festa, na sucessão de juízes encontra uma profunda crise. No passado os seus juízes, casais  casados exclusivamente pela igreja católica, eram nomeados secretamente sendo revelados pelo pároco no final da procissão num clima de expectativa e espanto. Feita a nomeação, no último dia da festa, ao fim da tarde, fazia-se solenemente a entrega da bandeira em passagem de testemunho (cerimónia acompanhada pela banda de música e pela população local até à casa do nomeado). Com o final da tradição os nomeados passaram a ser procurados. O desinteresse e a apatia de muitos, as consequentes recusas gerando a falta de nomeações, passaram a transformar os últimos dias da festa num ambiente comunitário de total angústia. Embora sem a sacralização do passado, o achamento de juízes voluntários (agora por grupos ou colectividades locais), perpetuando a tradição e o ritual, passou a ser sentido com emoção extraordinariamente forte e exacerbada.
Sem incorrerem em hábitos, alguns acontecimentos marcantes e pitorescos dignos de menção, cronologicamente, ocorreram nos seguintes anos:
- 2013 - A comissão de festas foi a Sociedade Cultural e Recreativa de Vale da Pinta;
- 2012 - Foi restaurado o arraial no seu local original;
- 2011 - A comissão de festas foi Associação do Rancho Folclórico de Vale da Pinta. Pelo mesmo motivo das festas de 2010, e proximidade com as instalações desta associação, foi deslocado o arraial da Rua Comendador Francisco Firmínio Ribeiro da Costa para o Largo da Escola Primária/ Rua da Escola Primária;
- 2010 - A comissão de festas foi a S. C. R de Vale da Pinta. Foi deslocado o arraial da Praça General Humberto Delgado (antigo Largo da Praça ou do Coreto), Rua de São Bartolomeu e Largo da Igreja para a Rua Comendador Francisco Firmínio Ribeiro da Costa junto à sede e instalações da referida instituição/coletividade, por conveniência de infra-estruturas à restauração;
- 2007 - Reportagem dos festejos em transmissão direta para o programa da TVI Você na TV;
- 2006 - A comissão de festas foi a S. C. R. de Vale da Pinta;
- 2001 - A comissão de festas foi a S. C. R. de Vale da Pinta. A procissão foi acompanhada por uma Charanga a Cavalo da Guarda Nacional Republicana;
- 1999 - Pela primeira vez a comissão de festas foi assumida por uma instituição local, a S. C. R. de Vale da Pinta. A procissão foi acompanhada pela A. D. R. Paraíso, do Vale do Paraíso;
- 1988 - Começam a enriquecer os festejos a actuação de artistas nacionais. Desde então destacaram-se  Adelaide Ferreira, Ágata, Alexandra, Ana, Ana Malhoa, Broa de Mel, Cândida Branca Flor, Chiquita, Dino Meira, Fernando Correia Marques, José Cid, José Malhoa, Lenita Gentil, Lucas e Mateus, Luís Filipe Reis, Micaela, Mónica Sintra, Nuno Norte, Pedro Migueis, Quim Barreiros, Rita Redshoes, Romana, Sérgio Rossi, Tayti, Tony Carreira, Toy, Trio Odemira, Vasco Rafael, entre outros;
- 1981 - Durante a alvorada de Domingo um acidente ocorrido durante o lançamento do fogo gerou uma explosão brutal de foguetes causando a morte de uma pessoa (o pai do juiz desse ano) e a destruição do edifício da escola primária local onde se guardavam e dispunham os foguetes. Facto que foi noticiado nos serviços informativos da RTP. No dia seguinte, com o aparato das autoridades locais, municipais e distritais efectuou-se o funeral do sinistrado (VIEIRA);
- 1969 - Uma forte trovoada abateu-se durante a procissão, porém, sem o impacto da borrasca de 1956 (Idem);
- 1968 - Abandono das decorações de grandes arcos ornados de verduras em prole dos arcos pintados(Ibidem);
- 1967 - No Domingo da festa passou nesta aldeia a XXX Volta a Portugal em Bicicleta (Ibidem);
- 1964 - Durante a procissão a imagem de S. José caiu do andor e desfez-se em cacos (Ibidem). Posteriormente foi substituída pela actual;
- 1963 - A igreja foi assaltada durante os festejos na noite de Terça-Feira. Os ladrões, ao erro, confundindo o sacrário com um cofre-forte roubaram-no. Arrombado e uma vez profanado ficou abandonado na estrada com as hóstias dispersas. Descoberto o caso na madrugada do dia seguinte pela leiteira local, a população, ali, acorreu em pranto e clamores desvairada pela bizarria e a intromissão que viera perturbar a pacatez do lugar. Semanas depois, com as devidas autorizações eclesiásticas, procedeu-se a nova bênção realizando-se aparatosa procissão nocturna do SS. Sacramento. Alumiada por velas percorreu as ruas da aldeia encerrando-se por fim no silêncio e na escuridão do seu sacrário (Ibidem);
- 1962 - Actuação do primeiro conjunto musical. Até aí os festejos eram abrilhantados exclusivamente por bandas de música (Ibidem). Desde então destacaram-se os seguintes bandas, conjuntos e grupos: Antecipação, Arautos, Banda Eden, Banda Nova, Bisus, Cantares da Aldeia, Ferro & Fogo, Filipe Mendes Band, Geração XXI, Idade Média, Impulso, MX3, Odisseia, Os 5 Napolitanos, Os 6 Latinos, Os Primos, Orquestra Santos Rosa, Pilha Galinhas, Semibreve,entre outros;
- 1956 - Durante a procissão, a meio do seu percurso, abateu-se uma enorme borrasca que durou o resto do dia e continuou pela noite dentro. As imagens foram abrigadas como se pôde (em adegas que se abriram para o efeito ou debaixo de árvores). Sobrecarregado o pano do pendão pelo peso da água o seu mastro fustigado partiu-se em dois. Nesse ano as meninas e jovens do bel sexo, seguindo e imitando a moda, usavam fatos de organza. Mal se sentiu a chuva neles, o tecido dos mesmos, como por magia começou a encolher e a mirrar. Envergonhadas puxavam os fatos tentando-se cobrir com o que já não tapava e desaparecia. Durante uma aberta, por entre amenos chuviscos, ameaçados de outros de maior peso e rigor, recolheu à igreja. O fato de matiz que a imagem de N. Sr. da Graça envergava ficou manchado e irremediavelmente estragado. Nesse dia não houve arraial (Ibidem);
- 1952 - Primeira festa com luz eléctrica. O juiz escondeu os foguetes. Descoberto o caso (e os foguetes), na Quarta-Feira seguinte houve uma grande alvorada (Ibidem);
- 1946 - O pároco não autorizou a procissão tendo-se realizado somente festa popular com arraial. A tradição foi retomada no ano seguinte (Ibidem).
- 1945 - Pela morte do Embaixador Luís Teixeira de Sampaio deixam de ocorrer as recepções na sua quinta, Casal do Nobre, vulgo Quinta do Sampaio, à Terça-Feira da festa;
- 1921 - Com a criação da Sociedade Filarmónica Euterpe Valepintense, em Outubro de 1920, os festejos passam a ser abrilhantados pela atuação da sua Banda de Música.